# Feketefarkú sirály
A feketefarkú sirály (Larus crassirostris) a madarak (Aves) osztályába a lilealakúak (Charadriiformes) rendjébe, ezen belül a sirályfélék (Laridae) családjába tartozó faj.
A magyar név forrással nincs megerősítve, lehet, hogy az angol név tükörfordítása (Black-tailed Gull).

## Előfordulása
Kanada, az Amerikai Egyesült Államok, Kína, Hongkong, Japán, Észak-Korea, Dél-Korea, Tajvan, Thaiföld és  Vietnám területén honos. Kóborlásai során eljut Ausztráliába és Mexikóba is.

## Megjelenése
Testhossza 46 centiméter, szárnyfesztávolsága 126–128 centiméter. 
|  |  |  |

## Életmódja
Tápláléka halakból, puhatestűekből és rákokból áll.

## Szaporodása
Fészekalja 2-3 tojásból áll, melyen 24 napig kotlik.